# Karl Fabien
Karl Fabien, né le 1er août 2000 à Argenteuil, est un footballeur français, international martiniquais, qui joue au poste d'attaquant au Levski Sofia.

## Biographie

### En club
Karl Fabien est formé à l'AS Nancy-Lorraine, avec qui il dispute une rencontre de Ligue 2 le 24 janvier 2020 face au FC Lorient.
Au cours de la saison 2021-2022, il joue pour l'US Orléans entre l'équipe première en National et la réserve en National 3.
Fabien inscrit neuf buts en trente rencontres de National 2 et de Coupe de France avec le Vierzon FC lors de la saison 2022-2023.
En juin 2023, il rejoint l'Angoulême Charente FC, toujours en National 2.
En juillet 2024, Karl Fabien signe un contrat professionnel avec le Slavia Sofia en première division bulgare.
Le 24 février 2025, après avoir marqué cinq buts et donné cinq passes décisives en 23 matchs avec le Slavia Sofia, il rejoint le Levski Sofia jusqu'en 2027. 

### En sélection
Le 26 mars 2022, Karl Fabien honore sa première sélection en équipe de Martinique lors d'un match amical face à la Guadeloupe. Lors de cette même rencontre, il inscrit son premier but international dès la troisième minute de jeu. 
Fabien marque son premier but en match officiel dans le cadre des qualifications à la Gold Cup 2023 face à Sainte-Lucie, et est même élu homme du match de la rencontre. Après une victoire face à Porto Rico, les Martiniquais se qualifient pour la phase finale de la compétition. Lors du premier match de la phase de groupes contre le Salvador, Karl Fabien donne une passe décisive à Kévin Fortuné pour la victoire 2-1 des Matininos. Face au Panama lors du deuxième match, Fabien réduit l'écart en fin de rencontre mais cela est insuffisant pour éviter la défaite 2-1 des siens. Après une défaite 6-4 lors du dernier match contre le Costa Rica, la Martinique est éliminée à l'issue de la phase de groupes. 